# Music SAKA-Bar
Music SAKA-Bar（ミュージック さかばー）は、琉球放送で2022年5月6日から2023年3月25日まで放送されていたラジオ番組である。

## 概要
沖縄県豊見城市にあるDMMかりゆし水族館で週末に開催されている「とよさき MUSIC SAKA-Bar」をモチーフに、マスターの市川大介（大ちゃん）が常連客の與古田忠（よこちゃん）に飲みものを提供し、おすすめの曲を流しながら癒しと笑いのひとときを提供していた。

## 出演
- 市川大介（DMMかりゆし水族館 元館長）
- 與古田忠
- 嘉大雅（琉球放送アナウンサー） - オープニング・エンディングを担当
- 本行慶子（琉球放送アナウンサー） - 番組の最後に館内アナウンスを行う「クラゲさん」を担当

## 放送時間
毎週土曜日 19:30 - 20:00（30分間、2022年7月2日 - 2023年3月25日）

### 過去
毎週金曜日 20:45 - 21:00（15分間、2022年5月6日 - 6月24日）